# 坂田保之
坂田 保之（さかた やすゆき、1957年11月15日 - ）は、日本の実業家。KPPグループホールディングス代表取締役社長兼COO。

## 人物・経歴
兵庫県出身。1982年、横浜国立大学経営学部卒業後東京銀行（現三菱UFJ銀行）入行。2011年、日本電産（現 ニデック）入社。2017年、国際紙パルプ商事（現 KPPグループホールディングス）に入社した。2020年執行役員、2021年上席執行役員、2022年常務執行役員、2023年取締役副社長、Antalis S.A.S. Deputy CEO兼CFO、管理管掌などを歴任後、2024年にKPPグループホールディングス代表取締役社長兼COOに就任した。
社長就任時に2030年に向けた長期経営ビジョン「GIFT 2030」を策定。